# Проводна ткива
Проводна ткива, или васкуларна ткива, су сложена биљна ткива заслужна за провођење воде и минералних материја од корена ка свим деловима биљке, а растворених органских материја из листова у биљне делове све до корена. Примарне компоненте васкуларног ткива су ксилем и флоем. Ова два ткива интерно транспортују течност и хранљиве материје. Постоје и два меристема повезана са васкуларним ткивом: васкуларни камбијум и камбијумска плута. Сва васкуларна ткива унутар одређене биљке заједно чине систем васкуларног ткива те биљке.
Ћелије у васкуларном ткиву су обично дугачке и витке. Пошто ксилем и флоем функционишу у проводљивости воде, минерала и хранљивих материја кроз биљку, није изненађујуће да њихов облик треба да буде сличан цевима. Појединачне ћелије флоема су повезане с краја на крај, баш као што би то могли бити делови цеви. Како биљка расте, ново васкуларно ткиво се диференцира у растућим врховима биљке. Ново ткиво је усклађено са постојећим васкуларним ткивом, одржавајући своју везу у целој биљци. Васкуларно ткиво у биљкама је распоређено у дуге, дискретне нити које се називају васкуларни снопови. Ови снопови укључују и ксилем и флоем, као и потпорне и заштитне ћелије. У стабљикама и корену, ксилем обично лежи ближе унутрашњости стабљике са флоемом према спољашњости стабљике. У стабљикама неких Asterales двосупница, такође може постојати флоем који се налази изнутра од ксилема.
Између ксилема и флоема налази се меристем који се назива васкуларни камбијум. Ово ткиво одваја ћелије које ће постати додатни ксилем и флоем. Овај раст повећава обим биљке, а не њену дужину. Све док васкуларни камбијум наставља да производи нове ћелије, биљка ће наставити да расте. На дрвећу и другим биљкама које развијају дрво, васкуларни камбијум омогућава ширење васкуларног ткива које производи дрвенасти раст. Пошто овај раст пуца на епидерму стабљике, дрвенасте биљке такође имају плутени камбијум који се развија међу флоемом. Камбијумска плута ствара задебљане ћелије плуте да би заштитиле површину биљке и смањиле губитак воде. Производња дрвета и производња плуте су облици секундарног раста.
У листовима се васкуларни снопови налазе међу сунђерастим мезофилом. Ксилем је оријентисан према адаксијалној површини листа (обично горња страна), а флоем је оријентисан према абаксијалној површини листа. Због тога се лисне уши обично налазе на доњој страни листова, а не на врху, пошто флоем преноси шећере које производи биљка и они су ближе доњој површини.

#### Ксилем
Вода са минералним материјама проводи се од корена до свих делова биљке помоћу ксилема. 
Ксилем је изграђен од мртвих ћелија са одрвенелим зидовима, које се називају: 
- трахеје и
- трахеиди.

Трахеје су дугачке цеви настале уздужним спајањем ћелија. Уздужни зидови ћелија које ће образовати трахеју одрвењавају, а њихови попречни зидови нестају. Трахеиде су издужене ћелије најчешће са шиљатим врховима.

#### Флоем
Флоем проводи растворене органске материје од места где се стварају фотосинтезом, односно од листа па до свих делова биљке. 
Граде га живе ћелије:
- ситасте цеви и
- ћелије пратилице.

Ситасте цеви настају од низа ћелија, на чијим се попречним зидовима стварају перфорације (лат. perforare =пробушити), па имају изглед сита (отуда им и назив). Ове ћелије су без једра и имају мало цитоплазме. 
Ћелије пратилице су приљубљене уз ситасте цеви и са њима су у вези преко отвора у бочним зидовима. Кроз те отворе пролазе плазмодезме (конци цитоплазме који повезују ћелије). Ћелије пратилице имају једро.
Флоем и ксилем се повезују и чине проводне снопиће. Проводни снопићи могу бити изграђени само од једне врсте ткива (или ксилема или флоема) и онда су то прости проводни снопићи. Када садрже и флоем и ксилем онда су сложени проводни снопићи. Проводни снопићи чине нерватуру листова.